# روسینی (بازیکن فوتبال)
روسینی آدولفو ناسیمنتو (به پرتغالی: Adolfo Rosinei Nascimento) هافبک اهل برزیل است که در شهر Lavrinhas و در تاریخ ۳ مهٔ ۱۹۸۳ به دنیا آمده‌است.
روسینی آدولفو در تیم‌های فوتبال São Caetano سابقهٔ حضور دارد.